# Piața Victoriei
Piața Victoriei – stacja metra na Placu Zwycięstwa w środkowej części Bukaresztu. Znajduje się w bliskim sąsiedztwie siedziby rumuńskiego rządu. Jest to stacja przesiadkowa między liniami M1 i M2.